# Mount Hanson
Mount Hanson ist ein 800 m hoher Berg im westantarktischen Marie-Byrd-Land. In den Harold Byrd Mountains ragt er 1,5 km südöstlich des Supporting Party Mountain auf.
Die geologische Mannschaft um Laurence McKinley Gould (1896–1995) entdeckte ihn im Dezember 1929 im Zuge der Byrd Antarctic Expedition (1928–1930). Expeditionsleiter Richard Evelyn Byrd benannte ihn nach Malcolm Parker Hanson (1894–1942), leitender Funkingenieur dieser Forschungsreise und Pionier in der Entwicklung von Funkgeräten für die Kommunikation in polaren Regionen.